# NGC 9
NGC 9 é uma galáxia espiral (Sb/P) localizada na direcção da constelação de Pegasus. Possui uma declinação de +23° 49' 04" e uma ascensão recta de 0 horas, 08 minutos e 54,5 segundos.